# 跆拳道舞
跆拳道舞是一種由跆拳道衍生的表演活動。它有三分二是跆拳道的套拳、腳法，三分一是舞蹈（例如是嘻哈或其他流行舞蹈）。在跳這種舞蹈時會配合跆拳道音樂或其他流行音樂，使其內容更加豐富。其练习者更可以跟着不同的音乐而跳不同的舞，以达到強身健體的目的，同時舒筋活血。场地方面亦沒有特別的限制，在任何的地方也可以進行該活動。這種舞蹈亦曾於「國泰航空新春國際巡遊匯演之夜2008」由機構韓國兒童跆拳道表現過，受到不少香港市民的讚賞。下表為跟嘻哈舞作出比較：
|          | 跆拳道舞                 | 嘻哈舞             |
| -------- | ------------------------ | ------------------ |
| 表演者   | 任何有跆拳道基础的人     | 年輕人、青年人     |
| 常見衣著 | 色帶或黑帶、道褲         | 寬腿褲、緊身T恤    |
| 地方     | 沒有固定的地方           | 多在街上           |
| 音樂     | 節奏溫和或強勁，兩者皆有 | 節奏強勁、充滿動感 |
| 歷史     | 源於1990年代             | 源於1960年代尾     |

## 衣著
在表現這隻舞蹈時對衣著普遍只有两个要求：第一是穿道裤；第二是繫上色带或黑帶。至于身上面的衣服，可以根据舞蹈的风格而定。除以上規定之外，表演者還可以佩戴各式各样的附加飾品，令自己的風格更加配合該舞蹈的需要、更加可以表達出舞蹈中的意思。

## 訓練
這隻舞除了融合著舞蹈，還融合著跆拳道的套拳等技術；如果沒有經過合適的跆拳道訓練便進行該舞蹈的練習會比較難，所以一般一般練習這個跆拳道舞的要求也都是綠帶以上，以便導師進行教授。而跆拳道本身就是一个集柔軟、力量及速度为一体的格鬥運動，长期練習跆拳道舞對身体的协调性和灵活性都很有幫助。